# Chiều dài mõm-huyệt

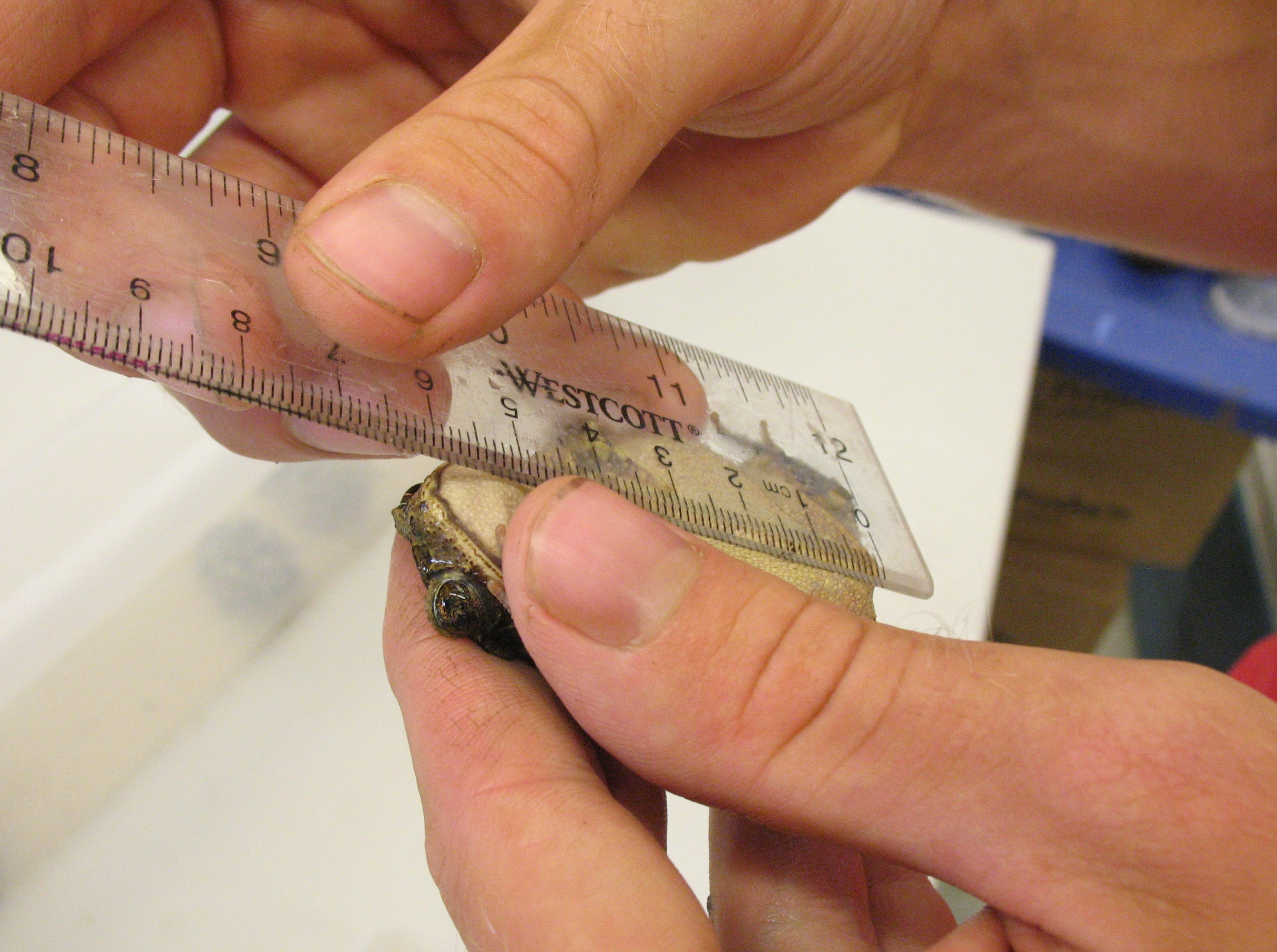
Một con ếch cái đang được đo chiều dài mút mõm đến lỗ huyệt.

Chiều dài mút mõm – lỗ huyệt (tiếng Anh: Snout–vent length - viết tắt: SVL) là một phép đo hình thái được thực hiện trong nghiên cứu về bò sát từ điểm đầu mõm đến lỗ hở cuối nhất của lỗ huyệt (vent). Đây là phép đo phổ biến nhất được thực hiện được sử dụng cho tất cả các loài lưỡng cư, bò sát tiền sử (lepidosaur) và cá sấu (những loài có mai và yếm sẽ có phép đo khác). Phép đo này khác nhau tùy thuộc vào việc con vật đang dãy giụa hay thư giãn (nếu còn sống) hoặc nhiều yếu tố khác nếu đó là mẫu vật được bảo quản. Đối với các hóa thạch, phải sử dụng mối tương quan về xương như chiều dài trước đuôi. Khi kết hợp với cân nặng và tình trạng cơ thể, SVL có thể giúp suy ra tuổi và giới tính.

## Sựu thuận tiện
Vì đuôi thường bị thiếu hoặc không có, đặc biệt là ở con non nên SVL được xem là ít bị thay đổi hơn tổng chiều dài. Kể cả với loài cá sấu, đầu đuôi có thể bị thiếu.

## Cách thức
Có thể đo đạc bằng thước cặp  loại đồng hồ hay loại kỹ thuật số .